# Пиуса (село)
Пиуса (на естонски: Piusa) е село в област Пълва, югоизточна Естония. Селото е със затихващи функции, като постоянното му население е 5 души (по данни от 2011 г.).
Разположено е на левия бряг на река Пиуса, недалеч от границата с Русия. Селото е известно с разположените край него пясъчни пещери. В близост до него са разположени кариери за пясък, използван за производство на стъкло.